# Diederik Johannes Korteweg

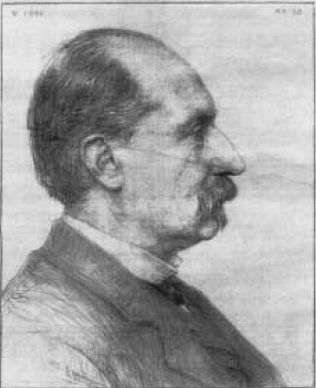
Diederik Johannes Korteweg

Diederik Johannes Korteweg (* 31. März 1848 in Hertogenbosch; † 10. Mai 1941 in Amsterdam) war ein niederländischer angewandter Mathematiker.

## Leben
Korteweg ging in Hertogenbosch zur Schule (sein Vater war Richter) und studierte am Polytechnikum in Delft um Ingenieur zu werden, wechselte dann aber zu einer Ausbildung als Mathematiklehrer. Er unterrichtete in Tilburg und Breda Mathematik, bevor er 1876 sein Studium an der Universität Utrecht und der Universität Amsterdam fortsetzte, an der er 1878 bei Johannes Diderik van der Waals promoviert wurde. In seiner Dissertation gelang es Korteweg erstmals, die Gleichung für die Bewegung eines Druckstoßes in einem elastischen Rohr korrekt aufzustellen. Korteweg war von 1881 bis 1918 Professor für Mathematik, Mechanik und Astronomie an der Universität Amsterdam.
Zusammen mit seinem Doktoranden Gustav de Vries entwickelte er die Korteweg-de-Vries-Gleichung, eine nichtlineare partielle Differentialgleichung dritter Ordnung. Sie wurde erstmals 1895 von Korteweg und de Vries zur Analyse von Flachwasserwellen in engen Kanälen vorgeschlagen.
Seit 1881 war er Mitglied der Königlich Niederländischen Akademie der Wissenschaften.
Am 5. Juli 2001 wurde der Asteroid (9685) Korteweg nach ihm benannt. Das Institut für Mathematik der Universiteit van Amsterdam ist nach ihm und de Vries benannt.